# 费明星
费明星（1967年6月—），男，四川眉山人，中华人民共和国外交官，曾任中华人民共和国驻德班总领事，现任中华人民共和国驻萨摩亚独立国特命全权大使。

## 生平
1988年，毕业于西南师范大学外语系，进入中华人民共和国外交部工作，先后在北京外交人员服务局、驻悉尼总领事馆、驻澳大利亚大使馆、外交部北美大洋洲司、驻布里斯班总领事馆任职。2006年，任驻斐济大使馆参赞。2010年，任外交部领事司参赞兼处长，期间曾任斯坦福大学胡佛研究所访问学者。2015年，任驻英国大使馆参赞，后升任公使衔参赞。2018年11月，出任中华人民共和国驻德班总领事。2023年2月，自驻德班总领事离任。2024年1月，出任中华人民共和国驻萨摩亚大使。

## 家庭
已婚，有一子。